# Сибница (Сопот)
Сибница је насеље у Градској општини Сопот у Граду Београду. Према попису из 2022. било је 532 становника.

## Историја
Сибница се налази југозападно од Сопота. Сибница је старо насеље. У близини цркве је старо гробље, које се у народу зове „маџарским“. Са овог гробља је узиман камен, који је употребљен за зидање цркве и школе. По предању је код Сеоне, у атару овога села, постојало село Сеоница, које је уништено. У близини Сеонице постојао је манастир који је пропао, по предању због тога што су калуђери заклали једно дете које су хајдуци ту склонили. Због тога су хајдуци поубијали калуђере, манастир је опустео, а затим је и село Сеоница уништено. Место манастира се зове Манастирине. Ту се и данас виде трагови темеља зграде, а ископавани су и старински новац и други предмети.
По предању село није одувек било на данашњем месту. Сибница је раније била на месту, које се зове Селиште, имеђу Паун-потока и Дубоке јаме. Због Турских зулума ово место је напуштено. Тадашњи становници, којих је било само четири куће, „изместили“ су се на данашње место. Данас су у Селишту њиве и ливаде, и при орању се понекад налази на вериге, ватраље и др. Поред друма, у близини чесме и механе, постојао је за време Турака хан, који је, чим је плануо Први устанак, био упаљен.
Прве писани податци о Сибници су из првих деценија 18. века. На једној аустријској карти с почетка осамнаестог века унето је насељено место Subniza. Године 1732. село је имало 14 кућа и стару цркву са дуваваровима од дасака, шиндром покривеном. Првих деценија 19. века Сибница је припадала Катићевој кнежини и имала је 1818. године 58, а 1822. године 58 куће. Године 1846. Сибница је имала 86 кућа и била је среско место за срез Туријски. По попису из 1921. године село је имало 234 куће са 1266 становника.
За најстарије породице сматрају се: Иванковићи (који су се раније презивали Оџаковићи), Обрадовићи (и од њих касније издвојени Поп Лазићи), Мандићи (данас са разним презименима), Скорупановићи и Јаковљевићи, непознатог порекла. За остале породице познато је оддакле су досељене. У изводу из писма капетана Катића од 28. децембра 1832. године у „Списку новограђених цркава у капетанији туријској“ помиње се црква сибничка, грађена 1821. године (подаци крајем 1921. године). Најстарије породице које насељавају село Сибницу су ту дошле почетком 18. века, највероватније за време Аустријске Србије. Ове породице су дошле највећим делом из области Косова и Старе Рашке, али и из Херцеговине.
У Сибници је у време Српске деспотовине била изграђена црква Светог Николе са зидинама које су је опасивале. Средином 30-их година 20. века, црква је због своје дотрајалости и недовољне пространости да прими све вернике срушена. На њеном месту је изграђена нова у моравском стилу. Бедеми из доба деспота Стефана Лазаревића су остали и до дан данас. У порти цркве се такође налази и меморијално гробље мештана Сибнице, војника који су погинули у Првом светском рату и чије се право место покопа не зна.
Село Сибница је имало врло важну улогу и у стварању модерне Србије. Након што је убио Турке у Орашцу, Карађорђе је 15. фебруара 1804. дошао у оближње шумадијско село Сибницу и са њеним мештанима побио локалне Турке и спалио њихов хан. Овај део историје села Сибнице је опеван у епској песми Почетак буне против дахија коју је испевао Филип Вишњић, а записао Вук Стефановић Караџић.
Овде се налази Манастир Сибница и црква Светог Николе.

## Демографија
У насељу Сибница живи 569 пунолетних становника, а просечна старост становништва износи 48,2 година (47,7 код мушкараца и 48,6 код жена). У насељу има 270 домаћинстава, а просечан број чланова по домаћинству је 2,53.
Ово насеље је у великим делом насељено Србима (према попису из 2002. године), а у последња три пописа, примећен је пад у броју становника.
|  |

| Демографија | Демографија | Демографија |
| Година      | Становника  | Становника  |
| ----------- | ----------- | ----------- |
| 1948.       | 1.567       |             |
| 1953.       | 1.546       |             |
| 1961.       | 1.346       |             |
| 1971.       | 1.144       |             |
| 1981.       | 960         |             |
| 1991.       | 754         | 736         |
| 2002.       | 686         | 715         |

| Етнички састав према попису из 2002.‍ | Етнички састав према попису из 2002.‍ | Етнички састав према попису из 2002.‍ | Етнички састав према попису из 2002.‍ | Етнички састав према попису из 2002.‍ |
| ------------------------------------ | ------------------------------------ | ------------------------------------ | ------------------------------------ | ------------------------------------ |
|                                      |                                      |                                      |                                      |                                      |
| Срби                                 | Срби                                 |                                      | 679                                  | 98,97%                               |
| Хрвати                               | Хрвати                               |                                      | 1                                    | 0,14%                                |
| непознато                            | непознато                            |                                      | 0                                    | 0,0%                                 |

| Година пописа     | 1948. | 1953. | 1961. | 1971. | 1981. | 1991. | 2002. |
| ----------------- | ----- | ----- | ----- | ----- | ----- | ----- | ----- |
| Број домаћинстава | 318   | 325   | 346   | 320   | 294   | 262   | 270   |

| Број чланова      | 1  | 2  | 3  | 4  | 5  | 6  | 7 | 8 | 9 | 10 и више | Просек |
| ----------------- | -- | -- | -- | -- | -- | -- | - | - | - | --------- | ------ |
| Број домаћинстава | 87 | 88 | 29 | 28 | 16 | 15 | 5 | 1 | 1 | 0         | 2,53   |

| Пол    | Укупно | Неожењен/Неудата | Ожењен/Удата | Удовац/Удовица | Разведен/Разведена | Непознато |
| ------ | ------ | ---------------- | ------------ | -------------- | ------------------ | --------- |
| Мушки  | 305    | 67               | 188          | 31             | 19                 | 0         |
| Женски | 289    | 21               | 171          | 80             | 16                 | 1         |
| УКУПНО | 594    | 88               | 359          | 111            | 35                 | 1         |

| Пол    | Укупно                    | Пољопривреда, лов и шумарство | Рибарство                            | Вађење руде и камена | Прерађивачка индустрија       |
| ------ | ------------------------- | ----------------------------- | ------------------------------------ | -------------------- | ----------------------------- |
| Мушки  | 159                       | 65                            | 0                                    | 14                   | 14                            |
| Женски | 73                        | 50                            | 0                                    | 0                    | 3                             |
| УКУПНО | 232                       | 115                           | 0                                    | 14                   | 17                            |
| Пол    | Производња и снабдевање   | Грађевинарство                | Трговина                             | Хотели и ресторани   | Саобраћај, складиштење и везе |
| Мушки  | 2                         | 16                            | 13                                   | 1                    | 17                            |
| Женски | 0                         | 0                             | 6                                    | 0                    | 1                             |
| УКУПНО | 2                         | 16                            | 19                                   | 1                    | 18                            |
| Пол    | Финансијско посредовање   | Некретнине                    | Државна управа и одбрана             | Образовање           | Здравствени и социјални рад   |
| Мушки  | 2                         | 3                             | 4                                    | 1                    | 3                             |
| Женски | 0                         | 3                             | 0                                    | 4                    | 3                             |
| УКУПНО | 2                         | 6                             | 4                                    | 5                    | 6                             |
| Пол    | Остале услужне активности | Приватна домаћинства          | Екстериторијалне организације и тела | Непознато            | Непознато                     |
| Мушки  | 4                         | 0                             | 0                                    | 0                    | 0                             |
| Женски | 1                         | 1                             | 0                                    | 1                    | 1                             |
| УКУПНО | 5                         | 1                             | 0                                    | 1                    | 1                             |